# جوسی کانسکو
جوسی کانسکو (انگلیسی: Josie Canseco؛ زادهٔ ۵ نوامبر ۱۹۹۶) مدل (شخص) اهل ایالات متحده آمریکا است.